# Cúp quốc gia Wales 1959–60
Cúp quốc gia Wales FAW 1959–60 là mùa giải thứ 73 của giải đấu bóng đá loại trực tiếp hàng năm dành cho các đội bóng ở Wales.

## Từ viết tắt
Tên giải đấu nằm sau tên các câu lạc bộ.
- CCL - Cheshire County League
- FL D2 - Football League Second Division
- FL D3 - Football League Third Division
- FL D4 - Football League Fourth Division
- SFL - Southern Football League
- WLN - Welsh League North
- WLS D1 - Welsh League South Division One

## Vòng Năm
Vòng này có sự tham gia của 10 đội thắng ở vòng Bốn và 6 đội mới.
| Số thứ tự trận | Đội nhà         | Tỉ số | Đội khách           |
| -------------- | --------------- | ----- | ------------------- |
| 1              | Chester (FL D4) | 0–2   | Holywell Town (WLN) |

## Bán kết
Cardiff City và Bangor City thi đấu ở Wrexham, trận đá lại diễn ra ở Newport, Wrexham và Abergavenny Thursdays thi đấu ở Hereford.
| Số thứ tự trận | Đội nhà              | Tỉ số | Đội khách                      |
| -------------- | -------------------- | ----- | ------------------------------ |
| 1              | Cardiff City (FL D2) | 1–1   | Bangor City (CCL)              |
| ’‘đá lại’’     | Cardiff City (FL D2) | 4–1   | Bangor City (CCL)              |
| 2              | Wrexham (FL D3)      | 2–2   | Abergavenny Thursdays (WLS D1) |
| ’‘đá lại’’     | Wrexham (FL D3)      | 2–0   | Abergavenny Thursdays (WLS D1) |

## Chung kết
| Số thứ tự trận | Đội nhà              | Tỉ số | Đội khách            |
| -------------- | -------------------- | ----- | -------------------- |
| 1              | Cardiff City (FL D2) | 1–1   | Wrexham (FL D3)      |
| ’‘đá lại’’     | Wrexham (FL D3)      | 1–0   | Cardiff City (FL D2) |